# 马铜铃
马铜铃（学名：Hemsleya graciliflora）为葫芦科雪胆属下的一个种。

## 扩展阅读
- 維基物種上的相關：马铜铃